# الجمعية الوطنية للمطالبة بحق المرأة في التصويت (السويد)
الجمعية الوطنية للمطالبة بحق المرأة في التصويت، كانت جزءًا من الحركة المنادية بحق التصويت العام بالإضافة إلى كونها الرابطة الوطنية المنادية بحق المرأة في التصويت في السويد. اعتُبر نشاط هذه الجمعية موازيًا لذلك في الجمعية المطالبة بحق التصويت العام في السويد، بالإضافة إلى الحركة المنادية بحق التصويت في السويد، إذ تركّز نشاط الأخيرة بشكل رئيسي على منح الذكور حق التصويت الشامل. اعتُبرت الجمعية الوطنية للمطالبة بحق المرأة في التصويت جزءًا من التحالف الدولي المطالب بحق المرأة في التصويت. تركّز نشاط الجمعية على الصعيد المحلي ابتداءً من عام 1902 تحت اسم الجمعية المنادي بحق المرأة في التصويت، ثم توسّع نشاطها ليشمل الصعيد الوطني بين عامي 1903 و1921 تحت اسم الجمعية الوطنية للمطالبة بحق المرأة في التصويت.

## تاريخها

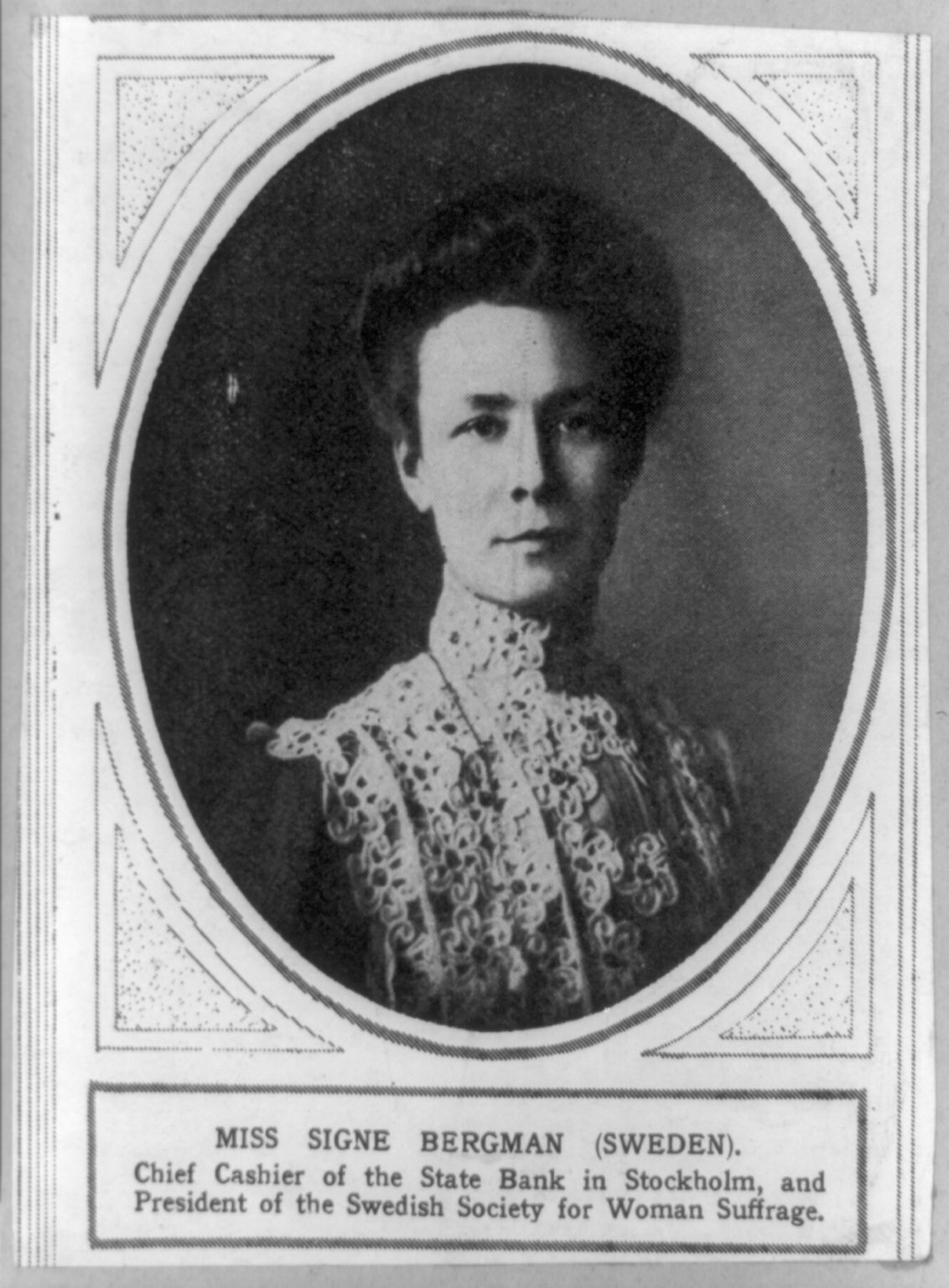
Signe Bergman, President of the Swedish Society for Woman Suffrage, head-and-shoulders portrait, facing righ

### خلفيتها وتأسيسها
قدم فريدريك بورغ أول عريضة بخصوص حق النساء في التصويت أمام البرلمان السويدي في عام 1884. قدم بورغ هذه العريضة مدفوعًا باعتقاده المتمثل بأن إعطاء النساء الحق في التصويت على قدم المساواة مع الرجال أمر منصف. شملت العريضة كلًّا من النساء ممن يدفعن الضرائب، ويبلغن سن الرشد القانوني، ويحصلن على مستوى محدد من الدخل، إذ يُسمح لهن بالتصويت على المستوى الوطني، وهي ذات الشروط التي تُفرض عليهن للتصويت في الانتخابات البلدية منذ عام 1862. صوت المجلس الأعلى بالرفض على العريضة، إذ حصلت على 53 صوت معارض مقابل 44 صوت لصالحها. يُعزى السبب الرئيسي للرفض إلى أن النساء لم يطلبن منحهن هذا الحق بأنفسهن. تحقق هذا المطلب في عام 1899، عندما قدمت كل من آغدا مونتيليوس وجيرترود أديلبورغ طلبًا لمنح النساء الحق في التصويت إلى رئيس الوزراء إريك غوستاف بوستروم بصفتهما ممثلتين عن جمعية فريدريكا بريمر، لكنهما لم تتلقيا أي رد.
قُدمت عريضتان بشأن الإصلاحات المتعلقة بحق النساء في التصويت إلى البرلمان في عام 1902. قدّم وزير العدل هيلمار همرشولد إحدى هاتين العريضتين، مقترحًا منح الرجال المتزوجين الحق في التصويت مرتين، ما يعني أنهم يصوتون في المرة الثانية نيابةً عن زوجاتهم. قدّم كارل ليندهاجن العريضة الثانية، مقترحًا إعطاء النساء الحق في التصويت. أثار اقتراح همرشولد الغضب بين النشطاء المناديين بحقوق المرأة، ما دفعهم إلى تشكيل مجموعة لدعم عريضة ليندهاجن. لعل أحد الأسباب الكامنة وراء تشكيل مجموعة الدعم النسائية هذه هو تذرع معارضي منح المرأة الحق في التصويت بعدم تقديم النساء هذا المطلب بأنفسهن، الأمر الذي دفع المجموعة إلى تسليم قائمة مؤلفة من 4,154 اسمًا من ستوكهولم و1,487 اسمًا من غوتنبرغ قبل التصويت على عريضة ليندهاجن.
أسست كل من آنا وايتلوك وليديا والستروم وسيجني بيرغمان من بين نساء أخريات الجمعية المطالبة بحق المرأة في التصويت في 4 يونيو من عام 1902، إلا أنها لم تكن سوى جمعيةً محليةً في ستوكهولم. أرسلت الجمعية متحدثين بهدف تأسيس أقسام محلية، الأمر الذي تحقق في ليلة رأس السنة من عام 1903. غيرت الجمعية اسمها إلى الجمعية الوطنية للمطالبة بحق المرأة في التصويت، وذلك بهدف الإعلان عن أنها قد أصبحت منظمة وطنية. 